# Heusden Koers 1986
De 38e editie van de Belgische wielerwedstrijd Heusden Koers werd verreden op 12 augustus 1986. De start en finish vonden plaats in Heusden. De winnaar was Yvan Lamote, gevolgd door Willy Teirlinck en Marc Sprangers.

## Uitslag
| Heusden Koers 1986 |                 |                   |       |
| Plaats             | Naam            | Ploeg             | Tijd  |
| Winnaar            | Yvan Lamote     | Hitachi-Marc      | 3u22' |
| 2                  | Willy Teirlinck | Sigma             | z.t.  |
| 3                  | Marc Sprangers  | Roland-Van de Ven | z.t.  |

1929 · 1930-1935 · 1936 · 1937 · 1938 · 1939 · 1952 · 1953 · 1954 · 1955 · 1956 · 1957 · 1958 · 1959 · 1960 · 1961 · 1962 · 1963 · 1964 · 1965 · 1966 · 1967 · 1968 · 1969 · 1970 · 1971 · 1972 · 1973 · 1974 · 1975 · 1976 · 1977 · 1978 · 1979 · 1980 · 1981 · 1982 · 1983 · 1984 · 1985 · 1986 · 1987 · 1988 · 1989 · 1990 · 1991 · 1992 · 1993 · 1994 · 1995 · 1996 · 1997 · 1998 · 1999 · 2000 · 2001 · 2002 · 2003 · 2004 · 2005 · 2006 · 2007 · 2008 · 2009 · 2010 · 2011 · 2012 · 2013 · 2014 · 2015 · 2016 · 2017 · 2018 · 2019 · 2020 · 2021 · 2022 · 2023